# Tomáš Jamník
Tomáš Jamník (* 3. března 1985 Praha) je český violoncellista, v současnosti žijící v Berlíně.

## Život
V roce 2006 zvítězil jako jednadvacetiletý v mezinárodní hudební soutěži Pražské jaro, kde obdržel řadu dalších zvláštních cen, a to Cenu Českého rozhlasu, Cenu Olega Podgorného, Cenu Nadace Gideona Kleina, Cenu Nadace Pro Harmonia Mundi a Cenu Nadace Život Umělce. Stal se též finalistou a držitelem zvláštní ceny na soutěži Pierre Fourniere Award 2011 v Londýně.
Tomáš Jamník spolupracuje s mnoha světovými orchestry, v roce 2010 debutoval s PKF – Prague Philharmonia a dirigentem Jakubem Hrůšou v Schumannově violoncellovém koncertu. V následujících sezónách přišla pozvání od České filharmonie (Elijahu Inbal, Schumannův violoncellový koncert) a orchestrů v USA, Izraeli, Španělsku, Japonsku a Německu. V roce 2013 absolvoval turné po japonských městech s Filharmonií Brno a dirigentem Leošem Svárovským, během kterého se představil s Dvořákovým violoncellovým koncertem v Tokiu, Osace, Matsumotu, Fukuoce, Okayamě a Musashinu.
V sezóně 2015/16 se Tomáš vrátil do Japonska, kde se v sále Kitara v Sapporu uskutečnil jeho recitál a poprvé též absolvoval koncertní turné v sousední Jižní Koreji. Vrcholem sezony se stal debut s Philharmonia Orchestra a dirigentem Jakubem Hrůšou v březnu 2016 ve Velké Británii.

## Diskografie
V roce 2007 natočil Tomáš spolu s klavíristou Ivo Kahánkem u společnosti Supraphon své debutové album s díly Janáčka, Martinů a Kabeláče, které bylo časopisem Harmonie označeno jako “český debut desetiletí”. Pro Supraphon natočil v roce 2010 rovněž kompletní dílo Antonína Dvořáka pro violoncello a orchestr, a to se Symfonickým orchestrem Českého rozhlasu a dirigentem Tomášem Netopilem. Toto CD obsahuje též Dvořákův téměř neznámý koncert A dur v nové verzi Tomáše Jamníka za použití orchestrace Jarmila Burghausera. Tomáš se též často věnuje soudobé hudbě, v poslední době natočil či provedl díla Ondřeje Kukala, Jiřího Gemrota, Slavomíra Hořínky a Marko Ivanoviće.

## Orchestrální akademie Berlínských filharmoniků
Aby rozšířil své hudební obzory, v roce 2010 se Tomáš zúčastnil konkurzu a v mezinárodní konkurenci získal místo v Karajanově akademii v Berlíně. V rámci této akademie vystupoval jako člen Berlínské filharmonie, absolvoval komorní koncerty s dalšími filharmoniky a též navštěvoval hodiny u Ludwiga Quandta, prvního violoncellisty orchestru. V roce 2011 spolupracoval na komorních koncertech v Berlínské filharmonii se Simonem Rattlem, Reinhardem Goebelem, Leif Ove Andsnesem a Petrou Müllejans, uměleckou vedoucí Freiburger Barockorchester.

## Komorní hra
Jako komorní hráč vystoupil s Pavel Haas Quartet v Reggio Emilia a s mezzosopranistkou Magdalenou Koženou v Barbican Hall v Londýně. Je zakládajícím členem Dvořákova tria spolu s houslistou Janem Fišerem a klavíristou Ivo Kahánkem.

## Studium
Tomáš začal hrát na violoncello v pěti letech pod vedením Mirko Škampy a Martina Škampy. Po studiích na HAMU u prof. Josefa Chuchro a v Lipsku u prof. Petera Brunse pokračoval v Berlíně u prof. Jense Petera Maintze na Universität der Künste, kterou absolvoval v roce 2010. Zúčastnil se masterclassů u Trulse Mørka, Heinricha Schiffa, Jiřího Bárty and Gustava Rivinia a jako člen letní školy v německém Kronbergu studoval u Stevena Isserlise, Siegfrieda Palma, Young-Chang Cho a Pietera Wispelweye. V letech 2012-13 byl asistentem ve třídě prof. Jense Petera Maintze na berlínské Universität der Künste.

## Akademie komorní hudby
Od sezóny 2015/16 je uměleckým ředitelem Akademie komorní hudby, která úzce spolupracuje s německou nadací Villa Musica a systematicky se věnuje vzdělávání mladých hudebníků v oblasti komorní hudby.

## Vážný zájem
Je autorem a tváří projektu Vážný zájem, který si klade za cíl přinést vážnou hudbu mezi lidi prostřednictvím série domácích koncertů, probíhajících v českých domácnostech během dubna 2016.